# Trecenta
Trecenta är en ort och kommun i provinsen Rovigo i regionen Veneto i Italien. Kommunen hade 2 643 invånare (2018).